# Caulokaempferia laotica
Caulokaempferia laotica är en enhjärtbladig växtart som beskrevs av Chayan Picheansoonthon och Mokkamul. Caulokaempferia laotica ingår i släktet Caulokaempferia och familjen Zingiberaceae.
Artens utbredningsområde är Laos. Inga underarter finns listade i Catalogue of Life.